# بية الزردي
بية الزردي هي مذيعة وممثلة تلفزيونية تونسية. مثلت في المسلسل السوري مطلوب رجال. تقدم حاليا برنامج في ضوء القميرة في الإذاعة الوطنية التونسية.

## المسيرة المهنية
قدمت عدة برامج في بالإذاعة الوطنية التونسية منذ سنة 1985 م أهمها:
- «عطر الصباح».
- «فجر حتى مطلع الفجر».

أما من 2001 إلى 2004 فقد قدمت بالإذاعة الدولية التونسية برنامجين. أما في التلفزة التونسية فانطلقت كمذيعة ربط منذ سنة 1985 م ثم قدمت المنوعات الفنية أهمها برنامج:«ألبوم التلفزة».
انضمت بية الزردي لفريق عمل برنامج أمور جدية على قناة الحوار التونسي من أول موسم عام 2016 حتى آخر موسم عام 2019 ثم انضمت لبرنامج إلي بعدو في موسمه الأول في أواخر عام 2019 على نفس القناة.

## أعمالها
- 2011 : الاستاذة ملاك
- مكتوب
- مطلوب رجال
- 2019: قسمة وخيان ـ قناة الحوار التونسي
- 2020: قلب الذيب للمخرج بسام الحمراوي ـ قناة الوطنية 1

## روابط خارجية
- بية الزردي على موقع IMDb (الإنجليزية)
- بية الزردي على موقع قاعدة بيانات الأفلام العربية
- بية الزردي على موقع ألو سيني (الفرنسية)